# Bernau bei Berlin
Bernau bei Berlin [bɛɐ̯ˈnaʊ̯] (česky zastarale Bernov) je město v německé spolkové zemi Braniborsko.

## Geografie
Centrum města je vzdáleno 5,9 km severovýchodně od hranice Velkého Berlína. Sousedními obcemi jsou: Biesenthal, Rüdnitz, na východě Werneuchen, na jihu Ahrensfelde, Panketal a Wandlitz na severu.

## Historie
Na místě dřívější osady bylo na začátku 13. století založeno město. Bližší okolnosti vzniku nejsou známy, neboť dokumenty padly za oběť ničivým požárům v letech 1406 a 1484. Na den svatého Jiří (23. dubna) v roce 1432 občané Bernau odrazili útok husitů, kteří při tažení přes Lužici (18. března až 5. května 1432) řadu měst vyplenili a zničili. Od roku 1832 tuto událost každoročně (s výjimkou komunistické éry) připomíná třídenní Bernauer Hussitenfest.

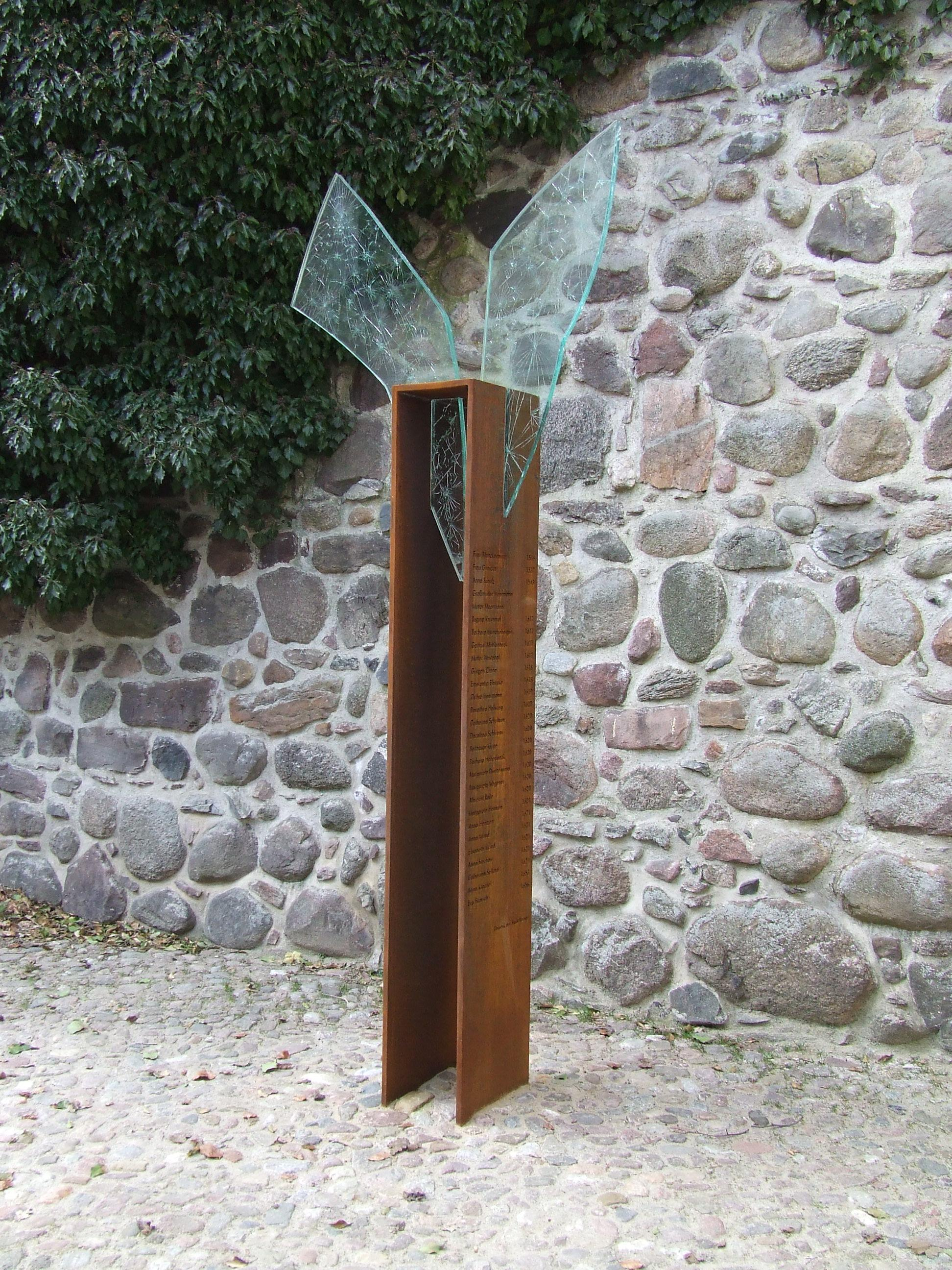
Památník obětem čarodějnických procesů

Čarodějnickým procesům, které probíhaly mezi lety 1536 a 1658, padlo za oběť 25 žen, mezi nimi Dorothea Meermann a Catarina Selchow, a tři muži. Berlínská výtvarnice Annelie Grund vytvořila v roce 2005 památník obětem, který nese nápis: „der Hexerei beschuldigt, gefoltert, getötet“, odhalen byl 31. října. Městská rada v Bernau se 6. dubna 2017 rozhodla oběti čarodějnických procesů společensky a eticky rehabilitovat.

## Doprava

### Silniční
Město leží nedaleko dálnice A11, která začíná na Berliner Ringu a okolo Bernau pokračuje přes Prenzlau do Štětína (tam jako polská A6). Dva exity spojují město s dálnicí: Bernau-Nord (číslo 15) a Bernau-Süd (číslo 16).

### Železniční
Linka S2 jezdí na nádraží Berlin Friedrichstraße v centru města. Regionální vlaky spojují Bernau s Eberswalde, Schwedtem, Stralsundem, Frankfurtem nad Odrou na severu, na jih jezdí na berlínské hlavní nádraží, do Berlína Lichtenbergu a Elsterwerdy. Dálkové spoje směřují do Stralsundu, Dortmundu, Düsseldorfu, Drážďan a Amsterdamu.
Městem prochází cyklotrasa Berlín–Uznojem (Radfernweg Berlin–Usedom).

## Osobnosti

### Čestní občané
- Georg Scharnweber (1816–1894), pruský politik, čestný občan od 21. září 1887
- Konrad Wolf (1925–1982), filmový režisér, president Akademie umění, v roce 1945, po skončení války, jej Sověti ustavili vojenským velitelem města (autobiografický film Bylo mi devatenáct[5][6]). Čestný občan od 20. dubna 1975.

### Rodáci
- Paulus Praetorius (1521–1565), pedagog, učenec
- Jacobus Bergemann (1527–1595), osobní lékař braniborského kurfiřta Jáchyma II. Hektora, profesor řečtiny, matematiky a lékařství
- Georg Rollenhagen (1542–1609), spisovatel, pedagog
- Dorothea Meermannová (* asi 1590–1619), stejně jako Catarina Selchowová oběť bernauského honu na čarodějnice
- Tobias Seiler (1681–1741), bernauský kronikář
- Anton von Dejanicz-Gliszczynski (1820–1905), poslanec říšského a zemského sněmu za stranu Zentrum
- Hans Strache (1886–1917), klasický filolog
- Charlotte Mäder (* 1905; † ?), lehká atletka, olympionička
- Winfrid Hedergott (1919–2002), politik (FDP)
- Heinz Deutschland (* 1934), historik a diplomat NDR
- Hans-Jürgen Buchner (* 1944), hudebník a skladatel
- Britta Starková (* 1963), politička, předsedkyně brandenburského zemského sněmu
- Anja Bröker (* 1973), televizní redaktorka a moderátorka (Nachtmagazin)
- Anika Mauer (* 1974), herečka
- Jens Ossada (* 1978), malíř, sochař a spisovatel
- Jeanette Biedermannová (* 1980), zpěvačka
- Cordula Busacková (* 1986), fotbalistka a házenkářka
- Paul Maurer (* 1996), fotbalista

### Osobnosti s městem spjaté
- Hermann Duncker (1874–1960), politik KPD, rektor Vysoké školy odborů v Bernau
- Hannes Meyer (1889–1954), architekt, postavil v Bernau v letech 1928 až 1930 školní budovu Bundesschule des Allgemeinen Deutschen Gewerkschaftsbundes[p 1]
- Elli Voigt (1912–1944), v Schönowě a v Bernau organizovala odpor proti národnímu socialismu
- Johanna Olbrichová (1926–2004), německá špionka (NDR), zemřela v Bernau
- Günther Maleuda (1931–2012), politik (DBD)
- Wolf Kahlen (* 1940), videoumělec, v roce 2005 otevřel v Bernau vlastní muzeum
- Marianne Buggenhagenová (* 1953), mnohonásobná vítězka Paralympiády, žije v Bernau[7]
- Dagmar Enkelmannová (* 1956), politička (Die Linke), poslankyně Bundestagu v letech 1990–1998 a 2005–2013[8], předsedkyně parlamentního klubu
- Andreas Müller (* 1961), soudce pro mládež v Bernau
- Ralf Christoffers (* 1956), poslanec zemského sněmu, ministr hospodářství a předseda poslaneckého klubu Die Linke v Brandenbursku
- Péter Vida (* 1983), politik (BVB/Freie Wähler), poslanec zemského sněmu

## Partnerská města
- Champigny-sur-Marne, Francie
- Meckenheim, Německo
- Skwierzyna, Polsko